# Fritz Erler (Maler)

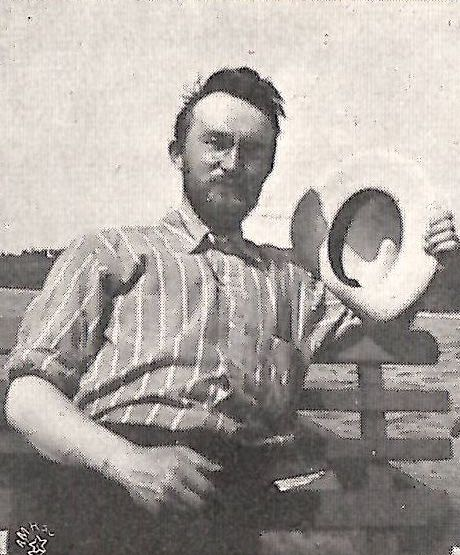
Fritz Erler, um 1902

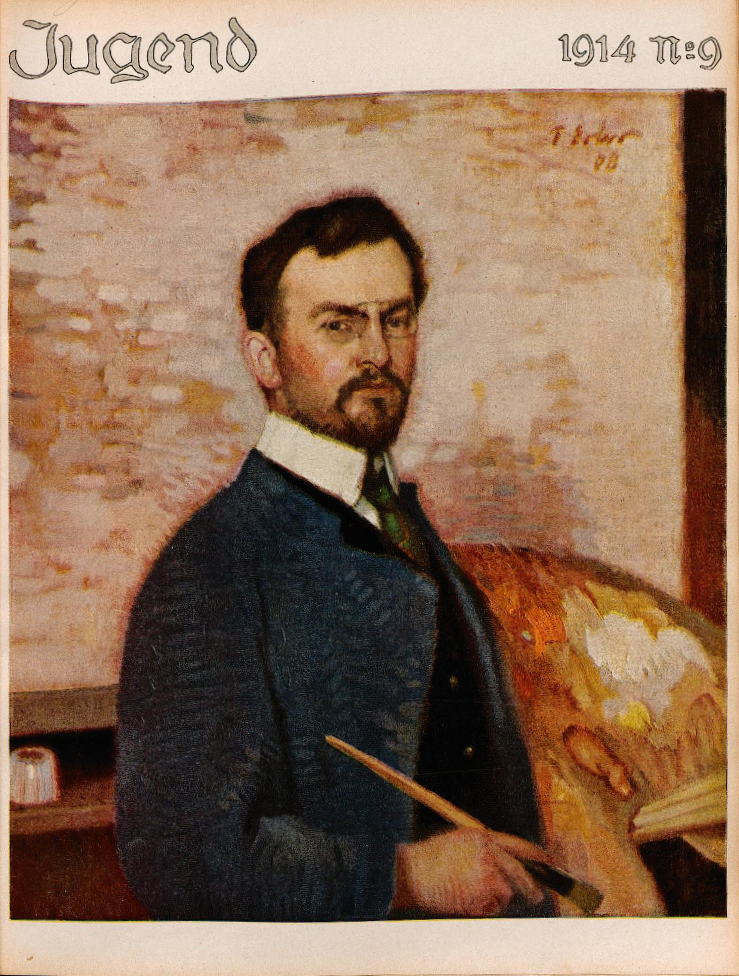
Fritz Erler – Selbstporträt (1908)

Fritz Erler (* 15. Dezember 1868 in Frankenstein, Provinz Schlesien; † 11. Dezember 1940 in München) war ein deutscher Maler, Grafiker und Bühnenbildner. Sein Bruder Erich Erler war ebenfalls Maler.

## Familie und Werdegang
Erlers älterer Bruder Erich war ebenfalls künstlerisch tätig, Fritz war zudem der Patenonkel von dessen Sohn Martin Erler. Martin Erler wirkte später in der Loge AMORC und leitete die von ihm betriebene Ausgründung Ordo Rosae Aurae. Erler studierte ab 1886 bei Albrecht Bräuer an der Königlichen Kunstschule Breslau und besuchte von 1892 bis 1894 die Académie Julian in Paris. 1895 kam er nach München und lebte seit 1918 in Holzhausen am Ammersee. 1893 entstanden seine ersten kunstgewerblichen Entwürfe: Vasen, Glasfenster, Buchdeckel, später Möbel, Bühnen und Innendekoration. 1896 wurde er Mitbegründer der Zeitschrift Die Jugend und 1899 Gründungsmitglied der Künstlervereinigung Die Scholle.

## Bedeutung
Erler war neben Arthur Kampf einer der offiziellen Militärmaler zur Zeit des Ersten Weltkriegs. Die Oberste Heeresleitung nutzte seine Auftragsgemälde zur Kriegspropaganda. Das Werbeplakat zur sechsten Kriegsanleihe wurde zum Beispiel von seinem Gemälde Helft uns siegen! geziert. Es brachte der Reichsbank mit 13,1 Millionen Mark das zweithöchste Ergebnis aller neuen Anleihen.
Er malte auch zahlreiche Porträts: Um die Jahrhundertwende malte er Richard Strauss und Gerhart Hauptmann. In der Zeit des Nationalsozialismus war er sehr erfolgreich mit Porträts von Adolf Hitler, Franz von Epp und Wilhelm Frick. Erler war Ehrenmitglied der Akademie der Bildenden Künste München und Mailand, korrespondierendes Mitglied der Wiener Secession, der Société du Salon d’Automne in Paris, Mitglied des Deutschen Künstlerbundes, des Deutschen Werkbundes und der Münchner Secession. Er wurde 1928 mit dem Bayerischen Maximiliansorden ausgezeichnet. Werke von Fritz Erler erzielten bei Zezschwitz 2006 Preise um 30.000 Euro.
Für die Auferstehungskirche (München) schuf er das Abendmahlsfresko im Chorraum.

## Kunstgeschichtliche Einordnung
Erlers Gemälde und Fresken waren groß und dekorativ. Die Motive waren zumeist der germanischen Mythologie entliehen. Erler war mit vielen dieser frühen Werke in der Sammlung Heinrich Kirchhoffs vertreten. Seit 1898 schuf er Wandbilder, Fresken und Dekorationsmalereien, so z. B. 1907 die Fresken im Wiesbadener Kurhaus und die Wand- und Deckenbilder für das Ausstellungsrestaurant der Ausstellung München 1908. Wie geschätzt und erfolgreich Fritz Erler bereits in dieser Zeit war, belegen nicht nur die regelmäßige Teilnahme an allen großen deutschen Kunstausstellungen, sondern auch die Tatsache, dass seit 1910 ein ständiger Ausstellungsraum in der Modernen Galerie Heinrich Thannhauser in München für seine Werke reserviert war.

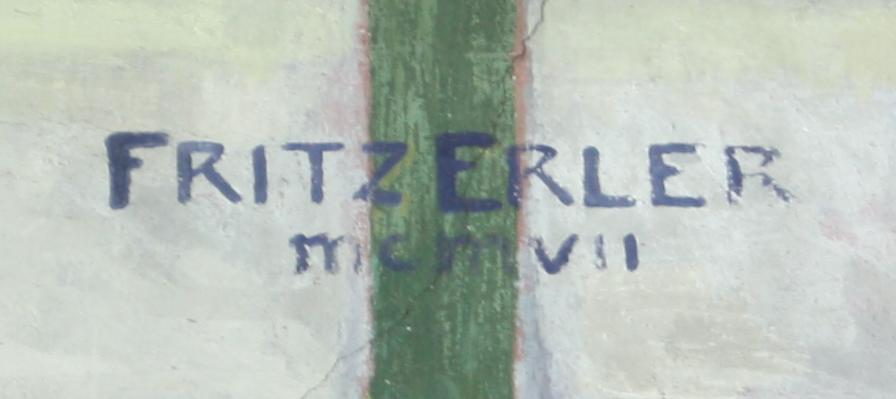
Im Kurhaus Wiesbaden
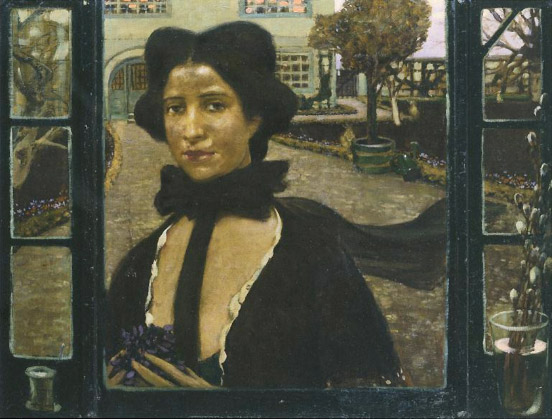
Die ersten Veilchen
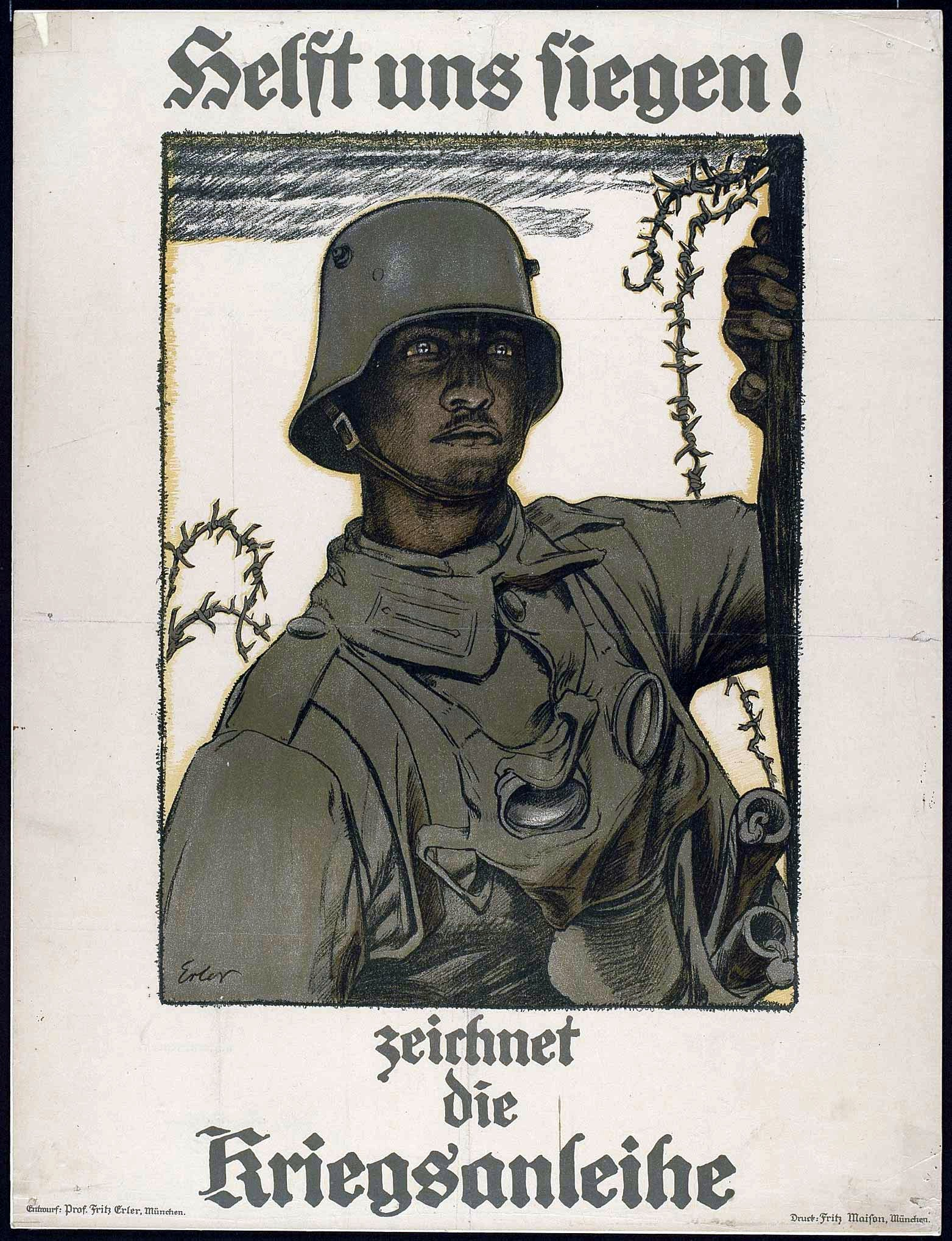
Helft uns siegen

## Ausstellungen
- 2016: Fritz Erler in Verdun – Von der Scholle in den Krieg. Museum Wiesbaden, Wiesbaden.[6]